# ورزشگاه د خولش وسته
د خولش وسته (به هلندی: De Grolsch Veste) سابقاً با نام آرکه استادیون، ورزشگاه باشگاه فوتبال توئنته می‌باشد. این ورزشگاه در شهر انسخده هلند در پارک علم و تجارت در نزدیکی دانشگاه توئنته قرار دارد. این ورزشگاه دارای ظرفیت تمام صندلی ۳۰٬۲۰۵ با سیستم گرمایش استاندارد زمین است و به جای حصارهای اطراف جایگاه‌ها دارای پرتگاه است. این تیم میزبان فینال یورو ۲۰۱۷ زنان یوفا بود.

## توسعه
در سال ۲۰۰۶ طرح‌هایی برای افزایش ظرفیت ورزشگاه به ۲۴٬۰۰۰ صندلی بیان شد. این گسترش در ژانویه ۲۰۰۸ آغاز شد و در سپتامبر ۲۰۰۸، درست به موقع برای شروع فصل ۲۰۰۹–۲۰۰۸ به پایان رسید.
این ورزشگاه به عنوان بخشی از پیشنهاد ترکیبی هلند و بلژیک برای میزبانی جام جهانی فوتبال ۲۰۱۸ یکی از پنج ورزشگاه هلند بود که از سوی فدراسیون فوتبال هلند برای میزبانی بازی‌ها انتخاب شده‌بود. این به این معنی است که ظرفیت مورد نیاز ورزشگاه برای گسترش حداقل ۴۴،۰۰۰ نفر است.
شهر انسخده در ۱۱ سپتامبر ۲۰۰۹ اعلام کرد که رسماً یک شهر داوطلب خواهد بود و از بلندپروازی توئنته برای گسترش ظرفیت ورزشگاه به حداقل صندلی مورد نیاز ۴۴٬۰۰۰ نفر حمایت خواهد کرد.

### ریزش سقف
د خرولش وسته در طول تابستان ۲۰۱۱ توسعه یافت. در ۷ ژوئیه هنگام کار بر روی ساخت جایگاه ناگهان سقف فرو ریخت و دو کارگر کشته و ۱۴ نفر مجروح شدند. فروپاشی احتمالاً ناشی از وزن بیش از حد بر روی سقف ناتمام بوده است. پس از یک ماه بررسی، سقف برداشته‌شد و کار ادامه یافت. توئنته چند مسابقه اول را تا حدودی بدون سقف انجام داد. ورزشگاه جدید در ۲۹ اکتبر با بازی مقابل پی‌اس‌وی آیندهوون رسماً افتتاح شد. یک سال پس از این حادثه از یک بنای یادبود رونمایی شد.

## نگارخانه

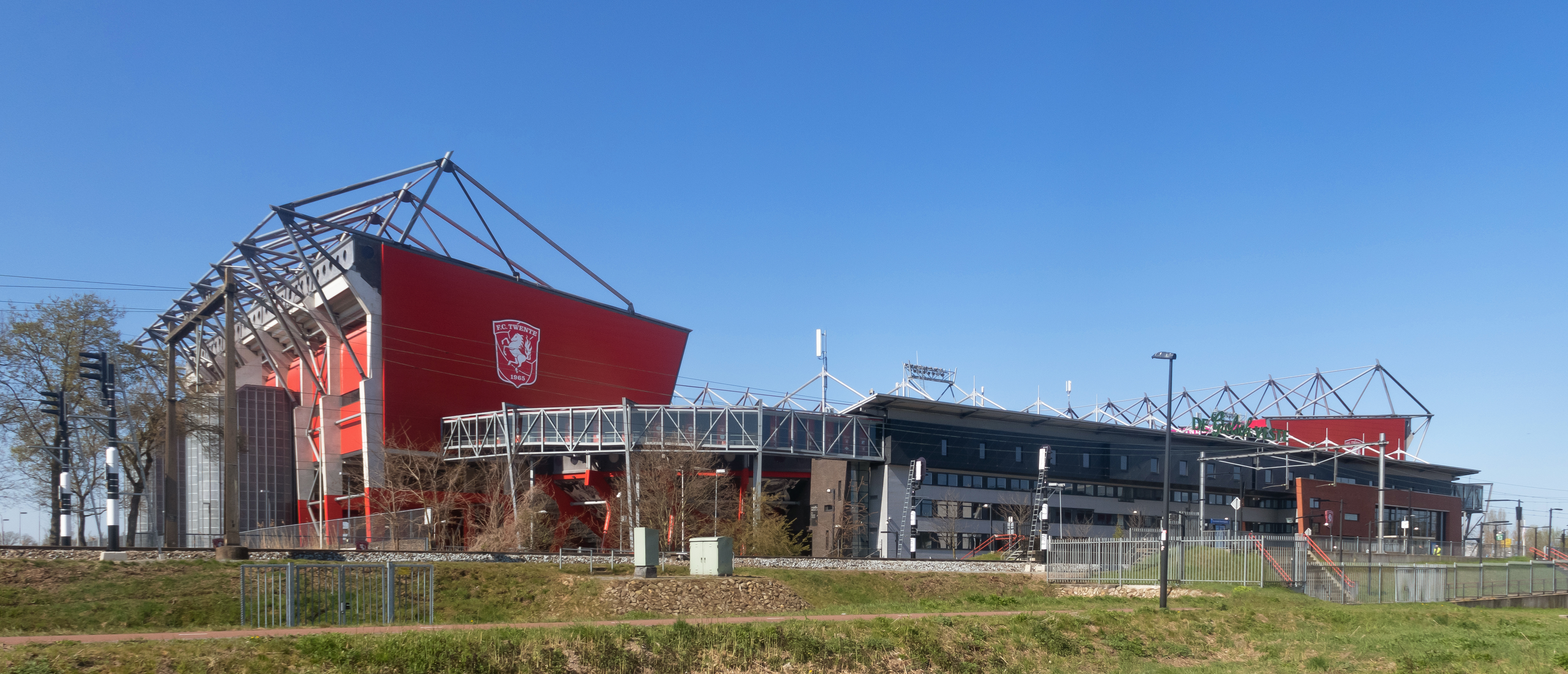
انسخده، د خولش وسته - ورزشگاه فوتیال توئنته
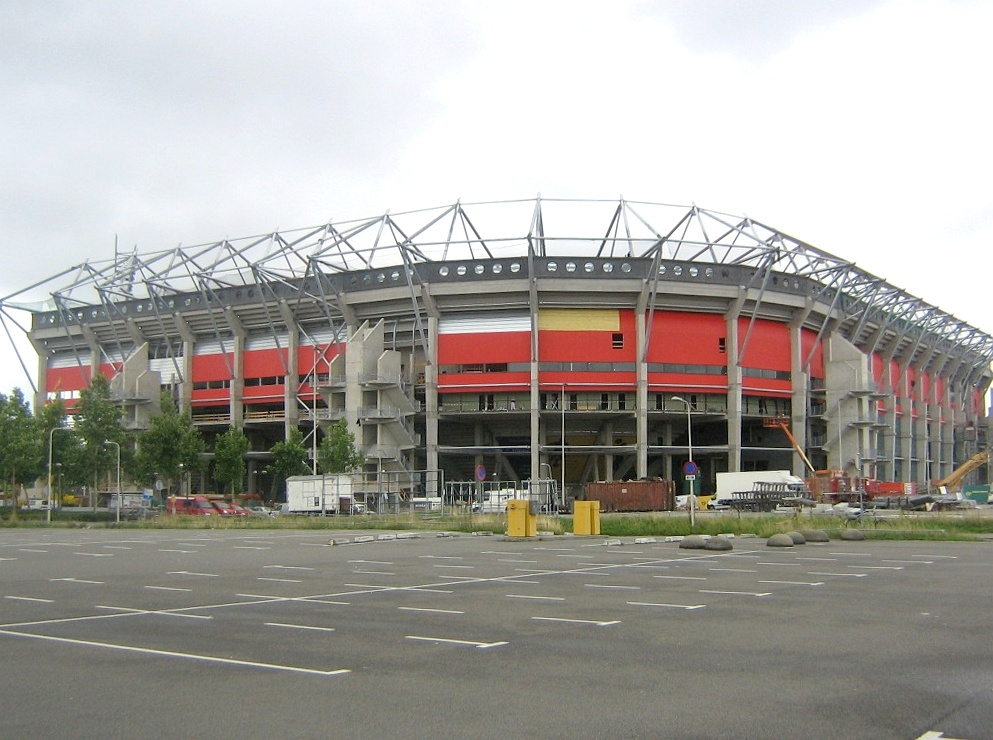
نمای بیرون
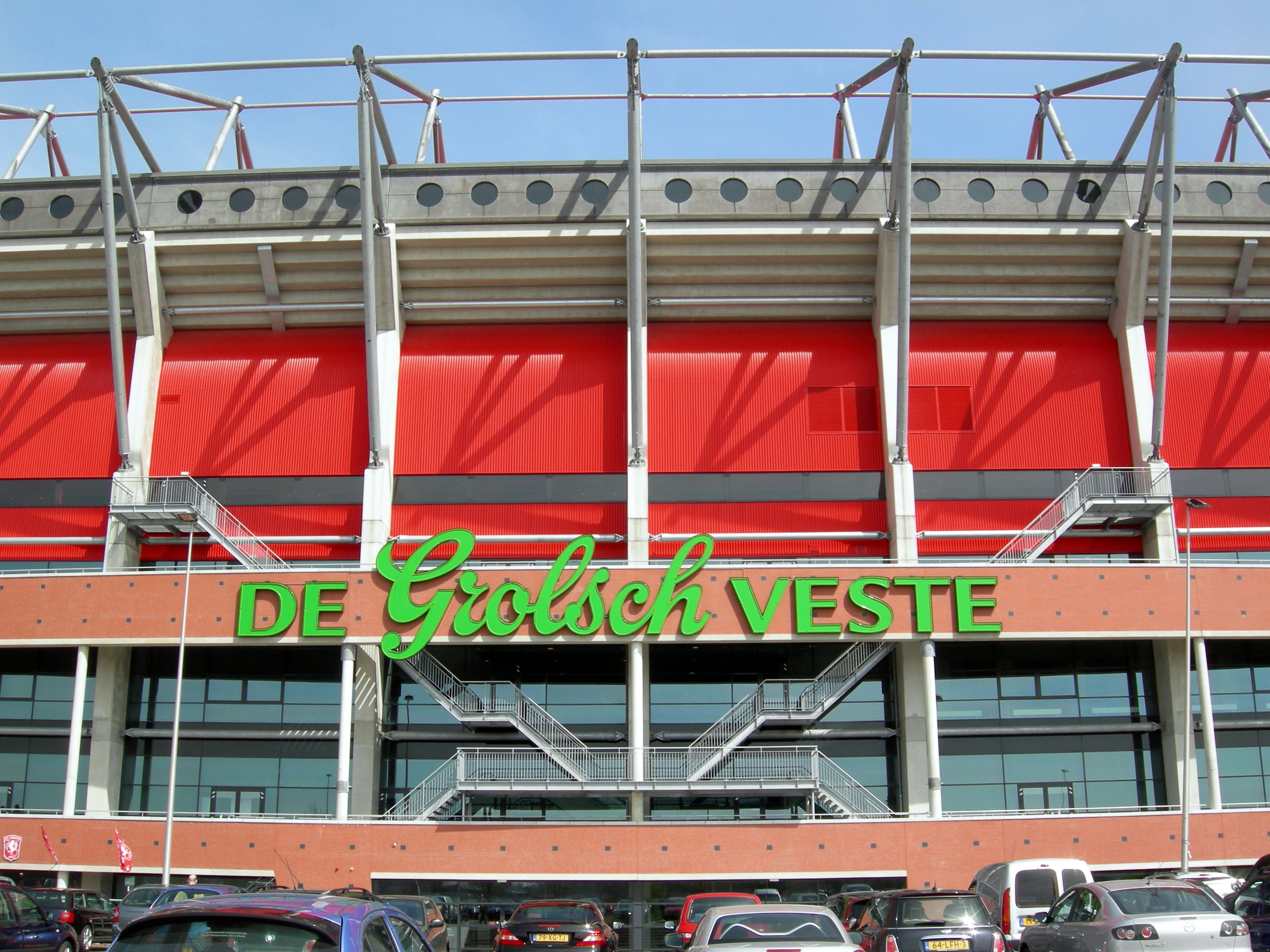
جایگاه اصلی
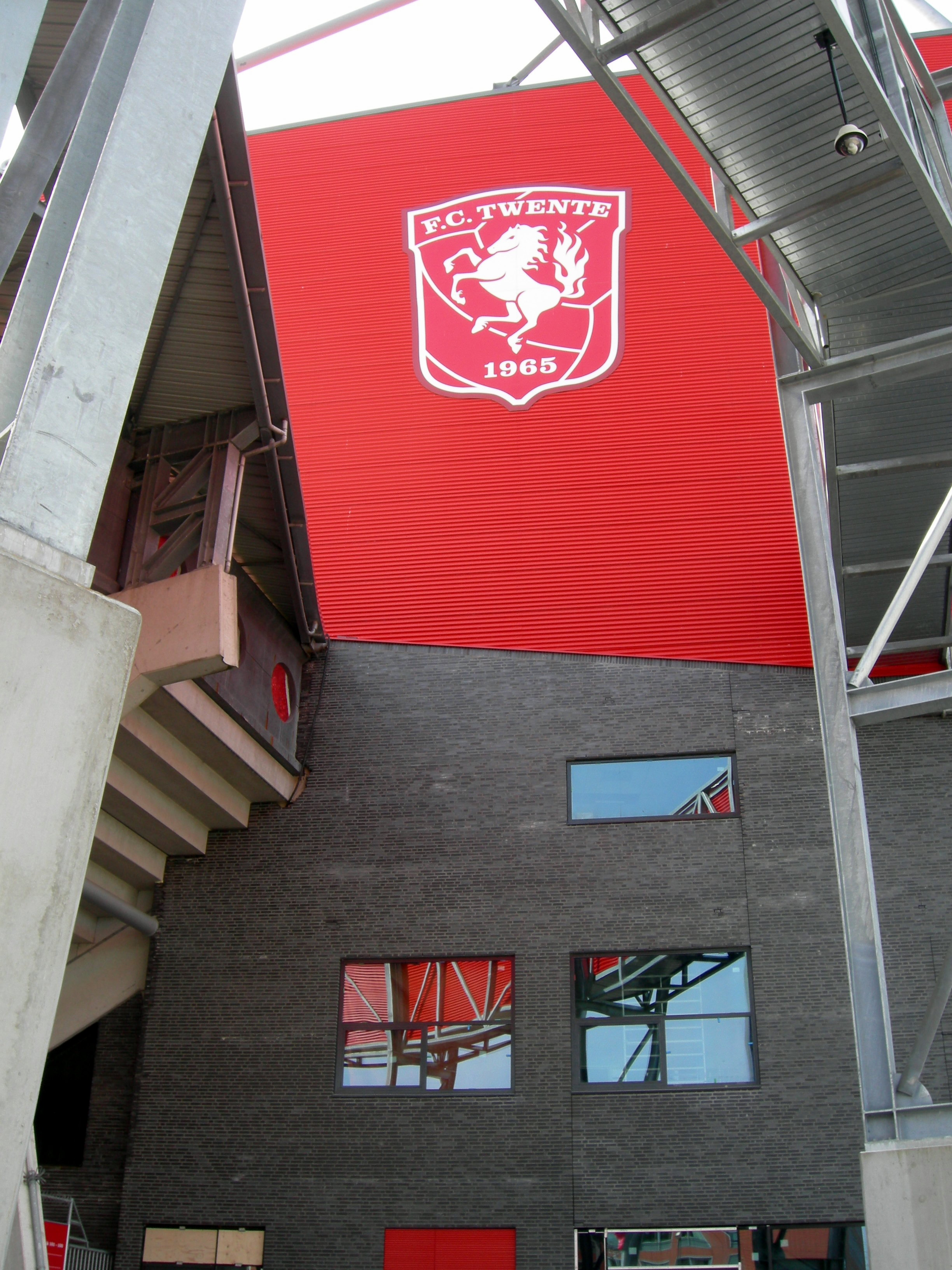
گوشه بیرون
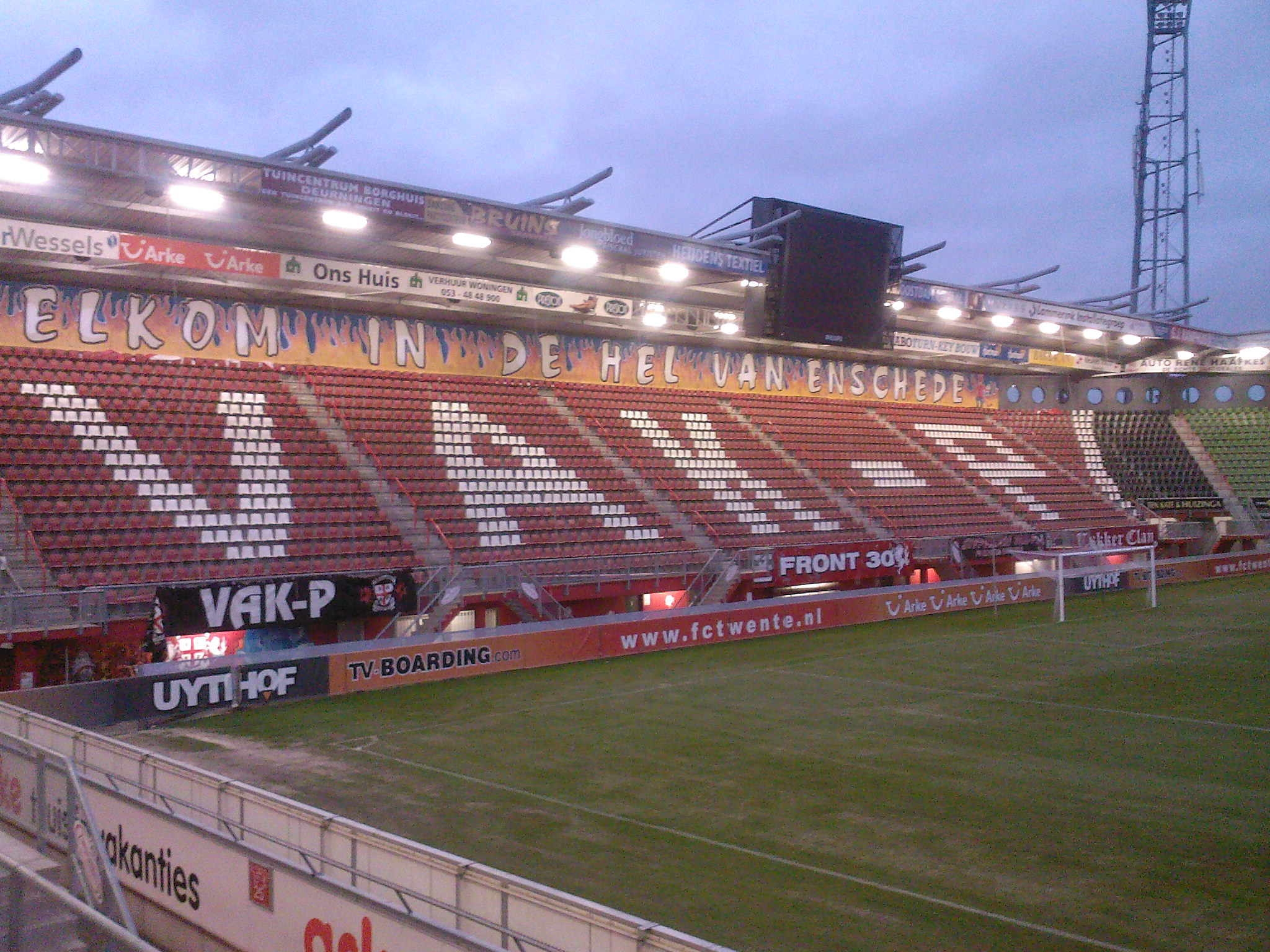
جایگاه-P
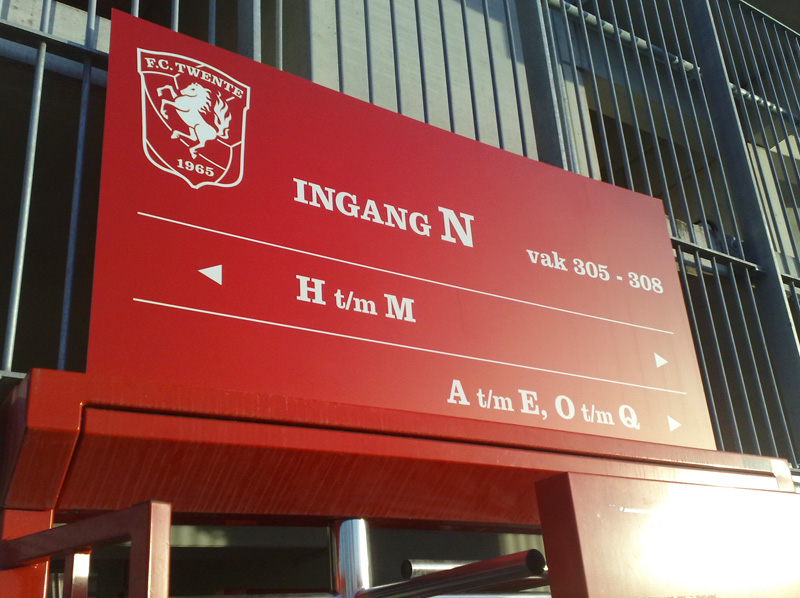
نشان
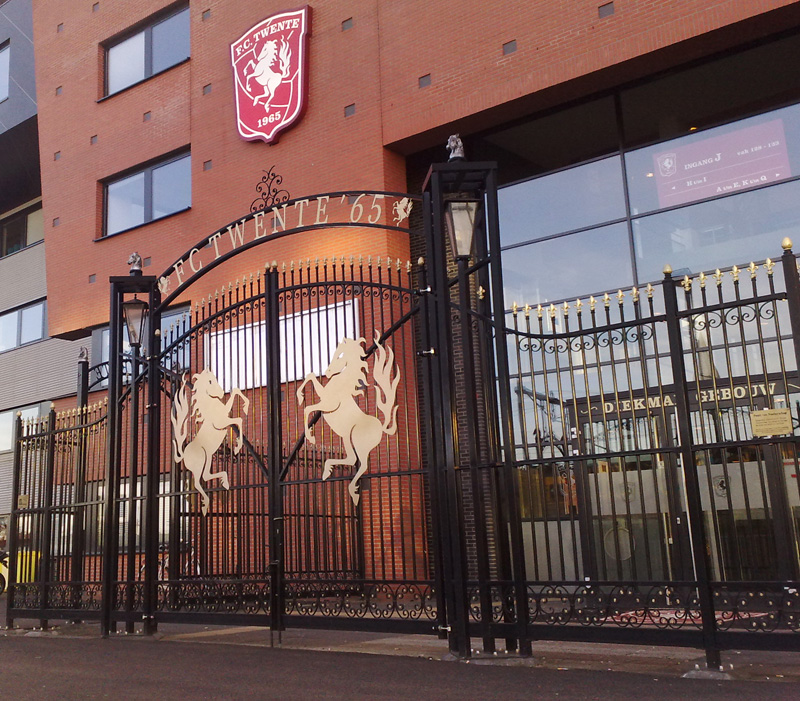
Noaberpoort
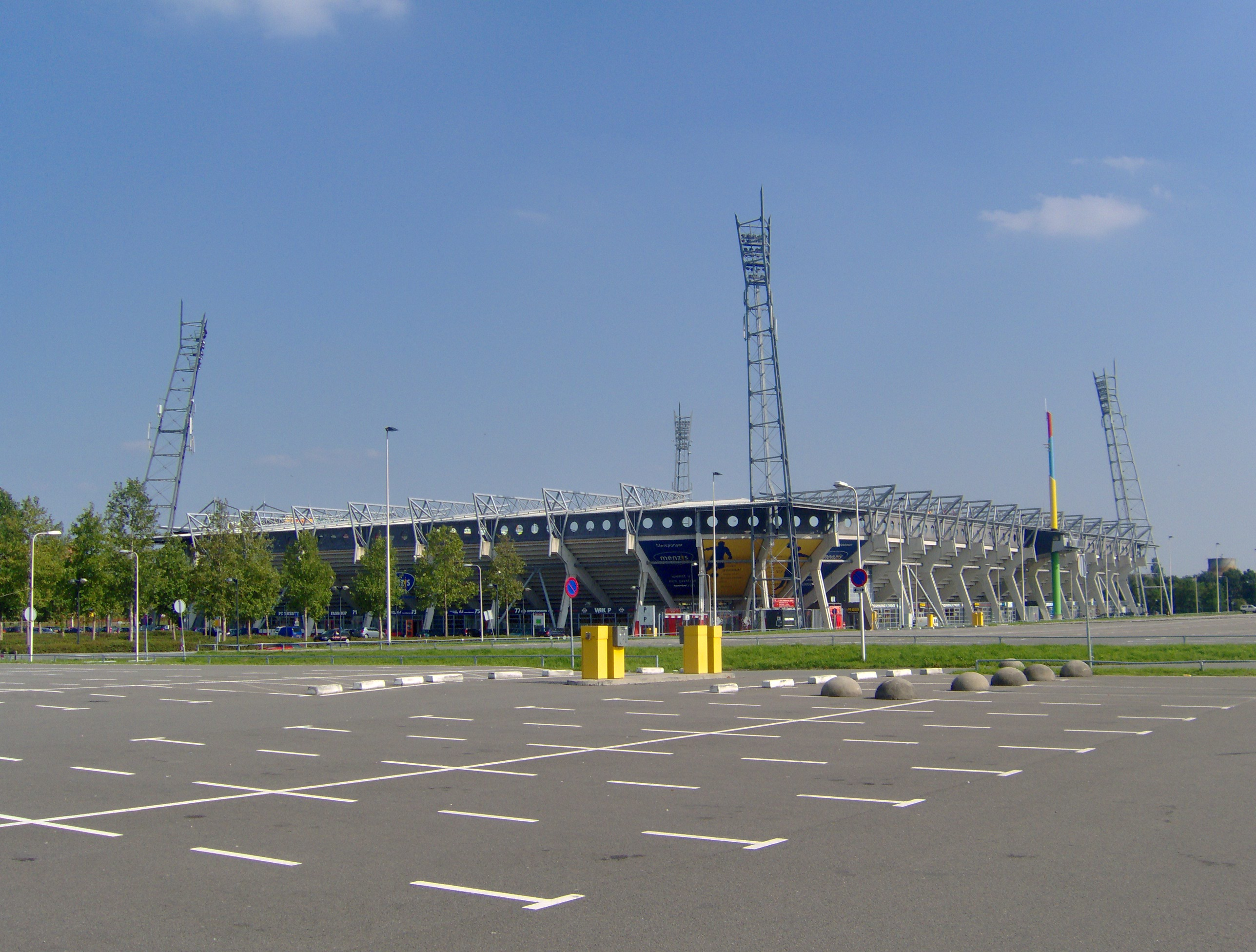
ورزشگاه آرکه قبلی
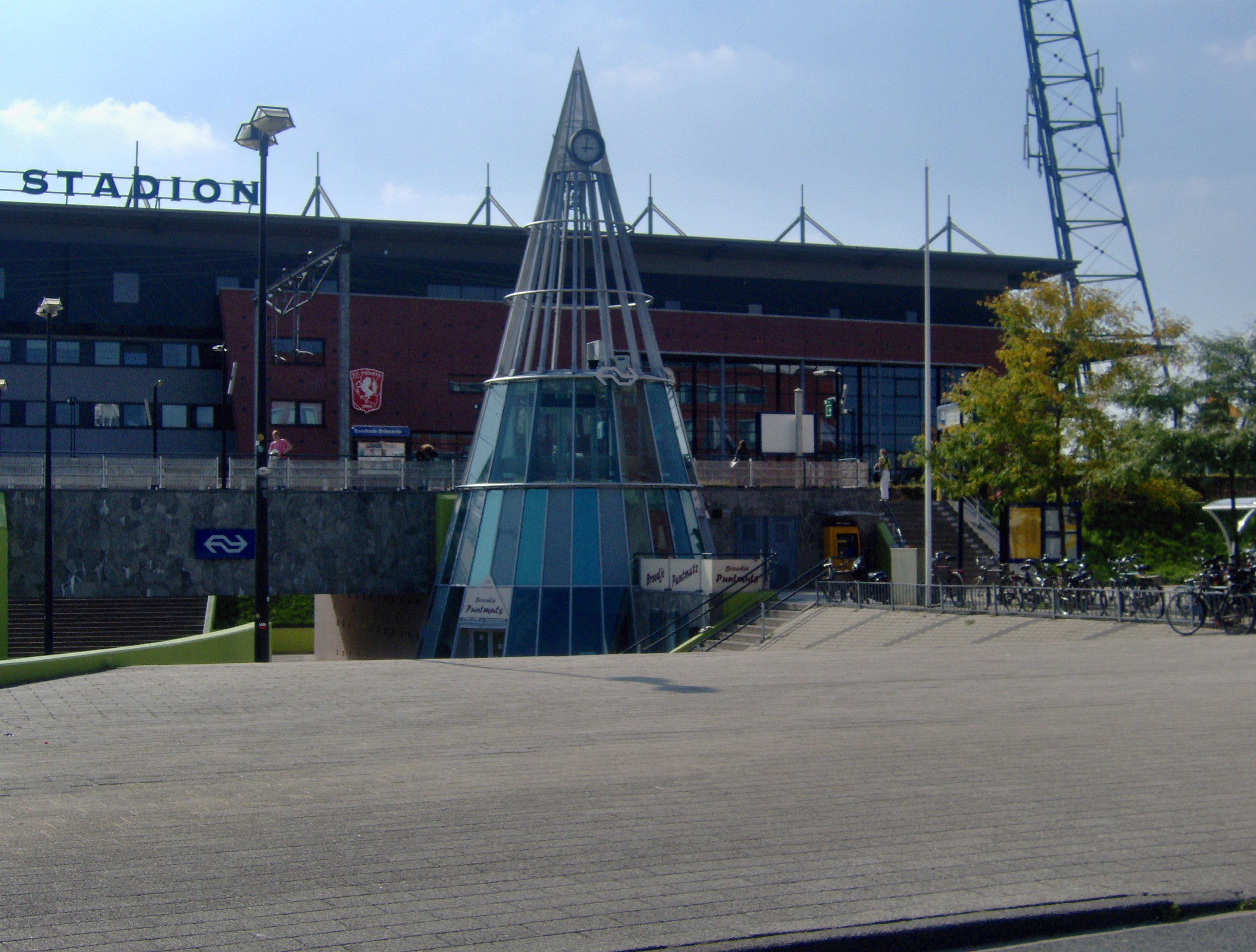
ایستگاه راه‌آهن انسخده کنیس‌پارک در مجاورت ورزشگاه

## جستارهای وابسنه
- باشگاه فوتبال توئنته
- ‌ انسخده